# Tylophora alata
Tylophora alata är en oleanderväxtart som beskrevs av W. D. Stevens. Tylophora alata ingår i släktet Tylophora och familjen oleanderväxter. Inga underarter finns listade i Catalogue of Life.